# Aeropuerto Internacional de Dnipró
El Aeropuerto Internacional de Dnipró (en ucraniano: Міжнародний аеропорт "Дніпро") (IATA: DNK, OACI: UKDD) es un aeropuerto ubicado a 15 kilómetros al sureste de Dnipró, Ucrania. 

## Instalaciones
A partir de 2011 los propietarios del aeropuerto han iniciado un programa para desarrollar un nuevo complejo terminal en el aeropuerto. Este proyecto incluye la construcción de una nueva gran terminal internacional, similar en especificaciones a la nueva terminal del Aeropuerto Internacional de Járkov. Se cree que una vez construida, Dniproavia y todas las demás líneas aéreas internacionales utilizarán la nueva terminal, mientras que los operadores nacionales y de alquiler utilizarán la terminal de 1960 que sirve actualmente como única instalación para el manejo de pasajeros en el aeropuerto.

## Aerolíneas y destinos
| Aerolíneas                     | Destinos                                                               |
| ------------------------------ | ---------------------------------------------------------------------- |
| Austrian Airlines              | Viena                                                                  |
| Dniproavia                     | Estambul-Atatürk, Ivano-Frankivsk, Kiev-Boryspil, Lviv                 |
| Turkish Airlines               | Istanbul-Atatürk                                                       |
| Ukraine International Airlines | Kiev-Boryspil Estacional: Tel Aviv-Ben Gurion                          |
| Windrose Airlines              | Chárter estacional: Antalya, Heraclión, Sharm el-Sheij, Tivat, Maribor |

## Tráfico y estadísticas
| Año  | Pasajeros totales | Variación respecto al año anterior |
| ---- | ----------------- | ---------------------------------- |
| 1960 | 106.000           |                                    |
| 1970 | 475.000           | 348,1%                             |
| 1980 | 530.000           | 11,6%                              |
| 1990 | 660.000           | 24,5%                              |
| 1991 | 474.000           | 28,2%                              |
| 1993 | 53.000            | 88,1%                              |
| 2007 | 341.430           | 544,2%                             |
| 2008 | 426.532           | 24,9%                              |
| 2009 | 444.150           | 4,1%                               |
| 2010 | 454.981           | 2,5%                               |
| 2011 | 426.300           | 5,8%                               |
| 2012 | 444.200           | 4,2%                               |
| 2013 | 455.000           | 2,4%                               |
| 2014 | 446.800           | 1,8%                               |
| 2015 | 346.014           | 22,5%                              |